# 2447 Kronstadt
2447 Kronstadt è un asteroide della fascia principale. Scoperto nel 1973, presenta un'orbita caratterizzata da un semiasse maggiore pari a 2,5367583 UA e da un'eccentricità di 0,2650196, inclinata di 8,78616° rispetto all'eclittica.